# Noreia-Heiligtum in Hohenstein
Das Noreia-Heiligtum in Hohenstein ist ein römisches, im 2. Jahrhundert n. Chr. erbautes Heiligtum auf dem Schlosshügel von Hohenstein der Mittelkärntner Gemeinde Liebenfels auf dem Gebiet der damaligen römischen Provinz Noricum, das der keltischen Lokalgöttin Noreia geweiht war. Das Heiligtum war durch eine Vicinalstraße vom Vicus in St. Michael am Zollfeld aus zu erreichen.

## Heiligtum
Die Fundamente des Heiligtums konnten ergraben werden. Der Tempel hat im Grundriss 12,5 × 7,3 Meter Seitenlänge, die Außenmauern haben eine Mauerstärke von 1,4 Meter. Im Inneren teilt eine Quermauer den Tempel in zwei ungleiche Hälften: im Norden die quadratische Cella, südlich der nach vorne offene Pronaos. An der Nordwand der Cella befindet sich ein Sockel, der als Basis für die Kultstatue gedeutet wird.
Die Fassade des Heiligtums wird als viersäuliger Prostylos-Tempel rekonstruiert. Vor der Fassade befindet sich der Unterbau für eine vierstufige Aufgangstreppe, die auf das Niveau des Tempelpodiums führte. Die Höhe des Tempels wird mit rund 6,70 m rekonstruiert, wozu noch das Podium mindestens 1,80 m hinzukommt.
Der eigentliche Tempel wird auf allen Seiten mit Ausnahme der Südseite von einer Portikus umgeben, die rund 3 Meter breit war und sich im Abstand von 4,5 bis 5,5 Meter vom Tempel befindet. Die Außenmauern gingen hoch, die inneren trugen Säulen oder Pfeiler zur Stützung des Daches. Portikus wie Tempel waren mit Ziegeln gedeckt.
Der Bau entspricht in seiner Anlage dem italischen Baukonzept.

## Funde

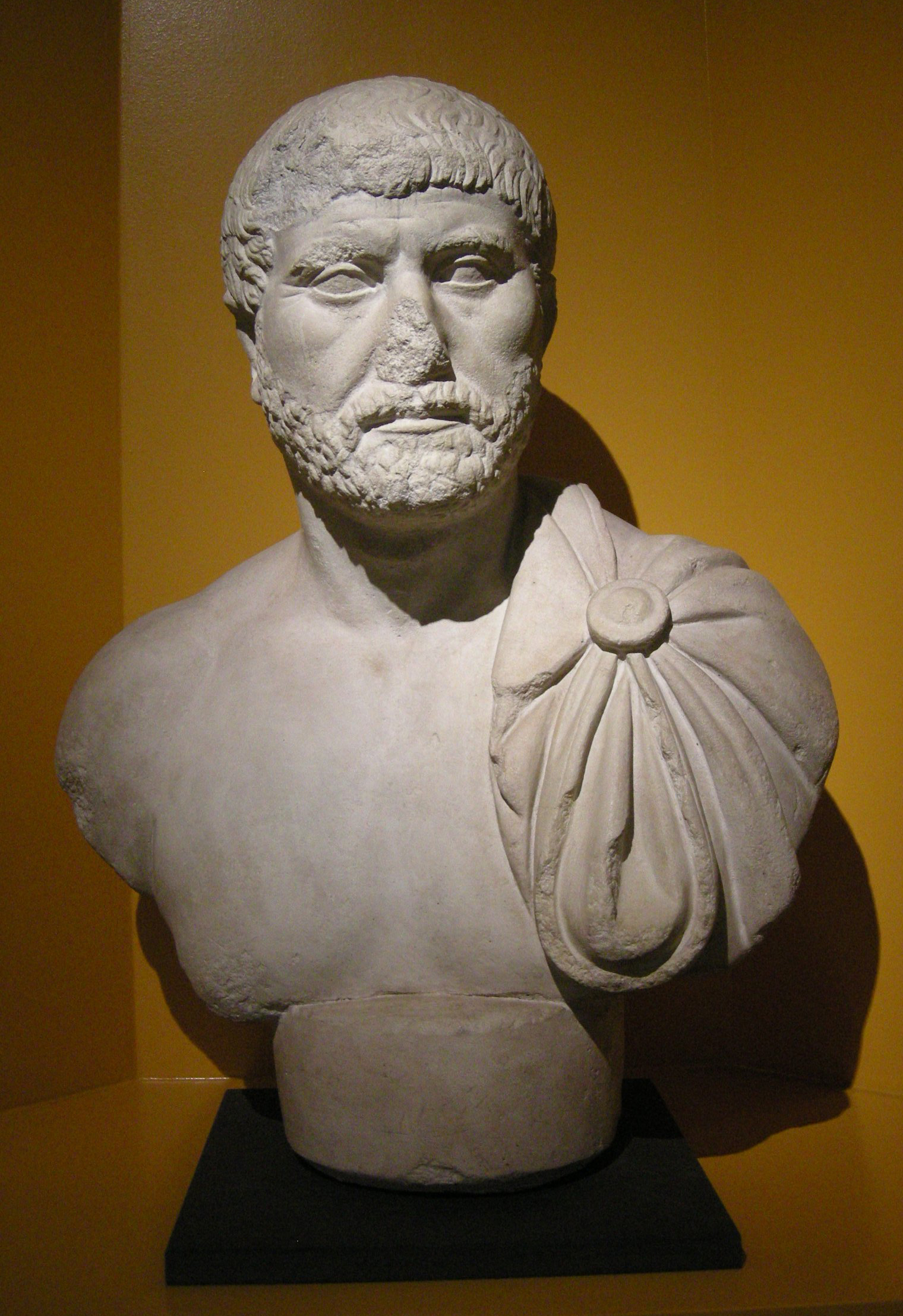
Büste des Claudius Paternus Clementianus, entdeckt 1850 in Hohenstein.

Auf dem Gelände wurden mehrere Weihealtäre geborgen, die sich heute im Landesmuseum für Kärnten in Klagenfurt befinden.
- Ein von Chrysanthus, einem Sklaven und Verwalter des Cypaerus, seinerseits Sklave des Kaisers Claudius (41 bis 54 n. Chr.), errichteter Altar, ist der älteste datierbare Fund aus Hohenstein und auch die älteste schriftliche Erwähnung der Noreia.[2]

- Weihaltar für eine Silberschale im Gewicht von 736 Gramm und ein Goldmedaillon der Noreia mit 54,6 Gramm. Er wurde von Quintus Fabius Modestus aus Rom, Decurio der 1. thrakischen Ala Augusta errichtet.[3]

- Ein Altar wurde der Isis-Noreia von Q. Septueius Valens, Verwalter der Eisengruben, als Einlösung seines Gelübdes gerne und nach Verdienst der Göttin errichtet; dies als Dank für die Gesundheit des Q. Septueius Clemens, dem Pächter der Hälfte der norischen Eisensteuer bzw. der Eisengruben, und des Ti. Claudius Heracla und Cn. Octavius Secundus, die beide Verwalter der Eisengruben waren.[4] Diese Widmung deutet darauf hin, dass Noreia auch als „Schutzgöttin und Spenderin des Bergsegens und des norischen Metallreichtums“ verehrt wurde.[5]

- Eine im nahen Pulst gefundene Weiheinschrift wurde lange als Zeugnis einer Wiederherstellung des Tempels und der Porticus im zweiten Jahrhundert angesehen. Der Bauherr war ein Untergebener des norischen Statthalters Claudius Paternus Clementianus.[6] Aufgrund neuer Funde, die das Fundament des Heiligtums in das 2. Jahrhundert datieren, wird die Inschrift neu als Bauinschrift rekonstruiert[1].

- Eine Marmorbüste dieses Claudius Paternus Clementianus wurde 1850 am Tempelgelände gefunden. Die lebensgroße und aus importiertem Marmor gearbeitete Büste aus hadrianischer Zeit ist 54 cm hoch und 50 cm breit. Sie zeigt eine Frontalsicht. Um die linke Schulter ist ein Mantel gelegt, dessen Falten manieristisch gelegt sind und der durch eine Scheibenfibel zusammengehalten wird. Das Gesicht zeigt einen älteren, vornehmen Römer mit gelocktem Bart und Haar. Das Gesicht ist durch tiefe Falten, die Brauenbogen und die hervortretenden Backenknochen durchaus individuell gezeichnet. Gernot Piccottini deutet die Büste als die des norischen Statthalters Cl. Paternus Clementianus.[7]

- Eine weitere Inschrift ist insofern bemerkenswert, als sich unter dem Schriftfeld ein Schaft fortsetzt, und am unteren Rand des Schriftfelds eine runde Öffnung gebohrt ist. Die Inschrift ist stark verwittert, sodass nur zu lesen ist: Der erhabenen Noreia hat .... das Gelübde nach Verdienst (der Gottheit) eingelöst.[8] Das Bohrloch wird so gedeutet, dass die Inschrift am Rand eines Brunnens oder Beckens stand, und durch das Loch das Rohr für den Wasserzufluss führte. Brunnen sind bei vielen einheimischen Heiligtümern in Noricum nachzuweisen.

## Weitere Bauten
Sieben Meter südlich des Tempels befand sich ein rechteckiger von Mauern umgebener Bereich unklarer Funktion. Die Breite von 27,5 Meter ist etwas größer als die Ausdehnung des Tempelbereichs, die Länge ist nicht rekonstruierbar. Genau in der Längsachse des Tempels befindet sich an der Innenseite der Nordmauer ein rechteckiger Mauersockel unbestimmter Funktion.
An der Ostseite der Einfriedung befand sich eine fünf Meter breite und mindestens 16,5 Meter lange Halle. Sie war mit Ziegeln gedeckt und war von Norden her zugänglich. Im Inneren fanden sich Reste von Wandmalereien.
60 Meter nordöstlich des Tempelbezirks wurden die Reste eines römischen Gutshofes ergraben, der eine Fläche von 4066 m² einnahm. Das Areal war von einer 70 Zentimeter dicken, vormals aufgehenden Mauer umgeben, der Eingang befand sich im Südwestbereich. An der Südmauer fanden sich Fundamente eines 16 × 13,8 Meter großen Wohnhauses, das aufgrund der schmalen Fundamente wohl aus Holz erbaut war. In der Südostecke des Hofes wurden die Fundamente eines wohl barackenförmigen, aus Holz errichteten Wirtschaftsgebäudes ergraben, das eine annähernd quadratische Grundfläche von neun Quadratmetern aufweist.
300 Meter östlich des Tempels wurde ein zweiter Gutshof ergraben. Innerhalb einer Umfassungsmauer befanden sich mehrere Holzbauten auf Steinfundamenten, die als Trockenmauerwerk ausgeführt und deshalb stark zerstört waren, sodass keine Raumrekonstruktion möglich ist. Nördlich dieses Gutshofes wurde ein spätantikes Gräberfeld ergraben mit sieben Steinkistengräber mit spärlichen Beigaben. Sie sind ein Hinweis darauf, dass die Anlagen um den Tempelbezirk bis in das fünfte Jahrhundert besiedelt waren.

## Forschungsgeschichte
Im Bereich von Hohenstein wurden immer wieder Mauerschutt und Tonscherben gefunden, 1850 sogar eine Portraitbüste aus Marmor. 1848/49 wurden die Weihealtäre gefunden. 1895 gab es erste gezielte Untersuchungen, auf die 1932 umfangreiche Grabungen folgten, bei denen der Umfang der Grundmauern ergraben wurde. Bei Nachgrabungen 2004 konnte das Fundament des Tempels in das 2. Jahrhundert, in die Zeit Hadrians datiert werden. Der Tempelbau ist somit jünger als bislang angenommen.